# 安比川
安比川（あっぴかわ）は、岩手県八幡平市、二戸市と二戸郡一戸町を流れる馬淵川水系の一級河川である。

## 地理
八幡平の東麓、茶臼岳と安比岳の間から流れ出す。概ね北東方向に流れる。スキーなどのレジャーで有名な安比高原を流れる。八幡平市安代地区の中心部を流れ、二戸市に入る。途中二戸市と一戸町の境を流れ、二戸市街地直前の馬仙峡付近で馬淵川に合流する。
安比高原から、二戸市街地までの谷は重要な交通路となっており、東北自動車道、八戸自動車道、国道282号、JR花輪線などが安比川に沿い通っている。

## 流域の自治体
岩手県
八幡平市、二戸市、二戸郡一戸町

## 主な支流
- 白沢川
- 不動川
- 岡本川